# Vamos Juntos
Vamos Juntos o Vamos por Más fue una coalición política de Buenos Aires, fundada en 2017 a partir del acuerdo entre Elisa Carrió (Coalición Cívica ARI) y Horacio Rodríguez Larreta (Propuesta Republicana). En 2025, fue sucedida por dos nuevos frentes: la coalición Buenos Aires Primero, integrada por el PRO, el Partido Demócrata, el Partido Nacionalista Constitucional - UNIR, el Partido de las Ciudades en Acción y Encuentro Republicano Federal; y Volvamos Buenos Aires, conformada por Rodríguez Larreta, Confianza Pública y el Partido Federal.

## Historia

### Escenario preelectoral
Antes de las elecciones legislativas de 2017, el PRO y la Coalición Cívica ARI, decidieron conformar Cambiemos en la Ciudad Autónoma de Buenos Aires en consonancia con los otros veintitrés distritos electorales, pero la Unión Cívica Radical optó por establecer una alianza con Martín Lousteau y crear el frente Evolución Ciudadana, e impidió mediante un amparo judicial a los otros dos partidos usar la marca «Cambiemos».
Ante la ausencia de la UCR, el PRO y la Coalición Cívica establecieron una alianza a la que denominaron «Vamos Juntos» para conformar un interbloque en la legislatura porteña e integrar a la Coalición Cívica al Gobierno de la Ciudad de Buenos Aires. El partido Confianza Pública decidió integrar Cambiemos a nivel nacional y Vamos Juntos en la capital.

### Debut electoral
Una vez establecido el acuerdo y conformado el Interbloque, el PRO y la Coalición Cívica conformaron una lista única para las elecciones legislativas de 2017. Eligieron a Elisa Carrió (Coalición Cívica ARI) como primera candidata a Diputada Nacional, secundada por Carmen Polledo (PRO). Para la Legislatura de la Ciudad, designaron a Andrés Freire (PRO) como primer candidato, así como a Diego Santilli (PRO) y a Maximiliano Ferraro (Coalición Cívica).
La Unión Cívica Radical, dentro de la coalición Evolución Ciudadana, obtuvo el tercer lugar con menos del 13% de los votos.

## Resultados electorales

### Diputados Nacionales por la Ciudad de Buenos Aires
| Año  | Votos   | %     | Bancas obtenidas | Total de bancas | Posición nacional | Primer Candidato          |
| ---- | ------- | ----- | ---------------- | --------------- | ----------------- | ------------------------- |
| 2017 | 974 886 | 50.93 | 8/13             | 16/25           | Primera minoría   | Elisa Carrió (CC-ARI)     |
| 2021 | 867 044 | 47.09 | 7/13             | 15/25           | Segunda minoría   | María Eugenia Vidal (PRO) |

### Legisladores de la Ciudad de Buenos Aires
| Año  | Votos     | %     | Bancas obtenidas | Total de bancas | Posición | Primer Candidato             |
| ---- | --------- | ----- | ---------------- | --------------- | -------- | ---------------------------- |
| 2017 | 971 116   | 50.54 | 16/30            | 34/60           | Mayoría  | Andrés Freire (PRO)          |
| 2019 | 1 068 634 | 54.22 | 17/30            | 33/60           | Mayoría  | Juan Facundo del Gaiso (PRO) |
| 2021 | 891 983   | 46.83 | 15/30            | 32/60           | Mayoría  | Emmanuel Ferrario (PRO)      |
| 2023 | 860 547   | 50.75 | 15/30            | 30/60           | Mayoría  | Juan Facundo del Gaiso (PRO) |